# Baptiste Gros
Baptiste Gros (Annecy, 17 luglio 1990) è un fondista francese.

## Biografia
In Coppa del Mondo ha esordito il 4 dicembre 2010 a Düsseldorf (68°) e ha ottenuto il primo podio il 18 gennaio 2014 a Szklarska Poręba (3°).
Ha esordito ai Giochi olimpici invernali a Soči 2014 (40° nella sprint) e ai Campionati mondiali a Falun 2015 (10° nella sprint a squadre); ai successivi Mondiali di Lahti 2017 si è classificato 31° nella sprint. Ai XXIII Giochi olimpici invernali di Pyeongchang 2018 si è classificato 12º nella sprint; nella stagione successiva ai Mondiali di Seefeld in Tirol è stato 14º nella sprint.

## Palmarès

### Universiadi
- 3 medaglie:
  - 1 oro (staffetta a Erzurum 2011)
  - 2 argenti (sprint, staffetta sprint a Erzurum 2011)

### Coppa del Mondo
- Miglior piazzamento in classifica generale: 24º nel 2016
- 6 podi (4 individuali, 2 a squadre):
  - 4 secondi posti (2 individuali, 2 a squadre)
  - 2 terzi posti (individuali)

#### Coppa del Mondo - competizioni intermedie
- 1 podio di tappa:
  - 1 vittoria

##### Coppa del Mondo - vittorie di tappa
| Data         | Località | Nazione | Competizione    | Disciplina |
| ------------ | -------- | ------- | --------------- | ---------- |
| 4 marzo 2016 | Québec   | Canada  | Ski Tour Canada | SP TL      |

Legenda:

TL = tecnica libera

SP = sprint